# Saint John the Baptist megye (Louisiana)
Saint John the Baptist megye az Amerikai Egyesült Államokban, azon belül Louisiana államban található. Megyeszékhelye Edgard, legnagyobb városa LaPlace. Lakosainak száma 42 477 fő (2020. április 1.). Saint John the Baptist megye Tangipahoa, Saint Charles, Lafourche, Ascension, St. James, Livingston és Jefferson megyékkel határos.

## Népesség
A megye népességének változása:
| Lakosok száma | 45 680 | 45 130 | 44 787 | 43 761 | 43 626 | 42 477 |
|               | 2010   | 2011   | 2012   | 2013   | 2015   | 2020   |